# Cochinești, Argeș
Cochinești este un sat în comuna Stolnici din județul Argeș, Muntenia, România.